# Liste der Naturdenkmale in Riedhausen
| Naturdenkmale | Anzahl |
| ------------- | ------ |
| FND           | 5      |
| END           | 0      |
| Gesamt        | 5      |

Die Liste der Naturdenkmale in Riedhausen nennt die verordneten Naturdenkmale (ND) der im baden-württembergischen Landkreis Ravensburg liegenden Gemeinde Riedhausen. In Riedhausen gibt es insgesamt fünf als Naturdenkmal geschützte Objekte, alle sind flächenhafte Naturdenkmale (FND), keines ist ein Einzelgebilde-Naturdenkmal (END).
Stand: 1. November 2016.

## Flächenhafte Naturdenkmale (FND)
| Name                            | Bild | Kennung     | Einzelheiten | Position | Fläche Hektar | Datum         |
| ------------------------------- | ---- | ----------- | ------------ | -------- | ------------- | ------------- |
| Feldhecke                       | BW   | 84360676301 | Riedhausen   | ⊙        | 0,0           | 25. Sep. 1940 |
| Höhe am Bühlhof mit Baumgruppen | BW   | 84360676307 | Riedhausen   | ⊙        | 1,5           | 25. Sep. 1940 |
| Ídenried                        | BW   | 84360671036 | Riedhausen   | ⊙        | 4,3           | 1. Feb. 1990  |
| Weidengebüsch im Ídenried       | BW   | 84360671033 | Riedhausen   | ⊙        | 0,1           | 1. Feb. 1990  |
| Weiher im Ettenschen            | BW   | 84360671030 | Riedhausen   | ⊙        | 0,5           | 1. Feb. 1990  |
| Legende für Naturdenkmal        |      |             |              |          |               |               |